# Dekanat Łódź-Bałuty
Dekanat Łódź-Bałuty – dekanat należący do archidiecezji łódzkiej. Jego obszar powiększył się na mocy dekretu ks. abp. Marka Jędraszewskiego, który dokonał reorganizacji dekanatów. Siedzibą dekanatu jest parafia Zesłania Ducha Świętego. 
W skład dekanatu wchodzi 8 parafii:
- Parafia Dobrego Pasterza (z kościołem przy ulicy Pasterskiej 12/14).
- Parafia Najświętszej Maryi Panny Królowej Pokoju (z siedzibą przy ulicy Rewolucji 1905 47).
- Parafia Świętego Józefa Oblubieńca Najświętszej Maryi Panny
- Parafia Świętego Marka Ewangelisty
- Parafia Świętego Michała Archanioła (z siedzibą przy ulicy Rysowniczej 11).
- Parafia Świętej Teresy od Dzieciątka Jezus i Świętego Jana Bosko (z kościołem św. Teresy przy ulicy Kopcińskiego 1/3).
- Parafia Wniebowzięcia Najświętszej Maryi Panny (z kościołem przy ulicy Kościelnej 8/10)
- Parafia Zesłania Ducha Świętego (z kościołem przy ulicy Piotrkowskiej 2).